# Melbourne Victory Football Club 2014-2015

## Rosa 2014-2015
| N. |                               | Ruolo | Calciatore               |
| -- | ----------------------------- | ----- | ------------------------ |
| 1  | Australia (bandiera)          | P     | Nathan Coe               |
| 2  | Australia (bandiera)          | D     | Jason Geria              |
| 4  | Australia (bandiera)          | D     | Nick Ansell              |
| 5  | Australia (bandiera)          | C     | Mark Milligan (capitano) |
| 6  | Australia (bandiera)          | C     | Leigh Broxham            |
| 7  | Brasile (bandiera)            | C     | Guilherme Finkler        |
| 8  | Albania (bandiera)            | A     | Besart Berisha           |
| 9  | Nuova Zelanda (bandiera)      | A     | Kosta Barbarouses        |
| 10 | Australia (bandiera)          | A     | Archie Thompson          |
| 11 | Australia (bandiera)          | A     | Connor Pain              |
| 13 | Australia (bandiera)          | A     | Andrew Nabbout           |
| 14 | Tunisia (bandiera)            | C     | Fahid Ben Khalfallah     |
| 15 | Macedonia del Nord (bandiera) | D     | Daniel Georgievski       |

| N. |                      | Ruolo | Calciatore            |
| -- | -------------------- | ----- | --------------------- |
| 16 | Australia (bandiera) | C     | Rashid Mahazi         |
| 17 | Francia (bandiera)   | D     | Matthieu Delpierre    |
| 18 | Australia (bandiera) | D     | Dylan Murnane         |
| 20 | Australia (bandiera) | P     | Lawrence Thomas       |
| 21 | Australia (bandiera) | C     | Carl Valeri           |
| 22 | Australia (bandiera) | C     | Jesse Makarounas      |
| 24 | Australia (bandiera) | D     | Scott Galloway        |
| 26 | Australia (bandiera) | C     | Jordan Brown          |
| 27 | Australia (bandiera) | A     | Christopher Cristaldo |
| 29 | Australia (bandiera) | D     | Milos Ridesic         |
| 30 | Australia (bandiera) | P     | Keegan Coulter        |
| 40 | Australia (bandiera) | P     | Michael Turnbull      |